# Volker Mertens
Volker Mertens (* 14 septembre 1937 à Hildesheim) est un germaniste allemand. Il enseigne de 1977 jusqu'à sa retraite en 2006 comme professeur de littérature et langue allemandes anciennes à la Freie Universität Berlin. Il travaille sur l'œuvre de Hartmann von Aue, le Minnesang médiéval, la poésie arthurienne et les sermons médiévaux. Au-delà du domaine du moyen haut allemand, il a publié sur des thèmes de la littérature allemande récente (Thomas Mann) ainsi que de la musique (surtout Richard Wagner).

## Biographie
Mertens a étudié la germanistique, l'anglais, le folklore et la philosophie à Fribourg, Göttingen, Vienne, Munich et Würzburg. En 1962/63, il a travaillé comme lecteur à Glasgow, puis a été assistant scientifique à Würzburg de 1963 à 1975, où il a travaillé en 1967 sous la direction de Kurt Ruh sur le Predigtbuch des Priesters Konrad.
En 1976, il obtint son habilitation sur le Gregorius de Hartmann von Aue. Après avoir travaillé brièvement comme Privatdozent à Würzburg, il a été nommé professeur à l'université libre de Berlin en 1977.
Il est professeur invité à Olomouc (CR), Pékin (Chine), Amiens, Bloomington (USA), Londres (Queen Mary University of London). En 2002, l'université d'Olomouc (CR) lui a décerné le titre de docteur honoris causa. Mertens est membre correspondant de l'Académie des sciences de Göttingen.
Pour les stations de radio de l'ARD, Mertens a conçu la série d'émissions musicales et littéraires de 26 épisodes Thomas Mann et la musique] et a présenté l'émission Klassik am Morgen sur la chaîne de radio SFB.
En privé, Mertens est choriste et a fait une courte apparition au Théâtre Maxime-Gorki de Berlin dans une représentation de Perceval. Il collectionne l'art chinois et dit : « Si je pouvais, j'aimerais aussi collectionner des manuscrits médiévaux". »[réf. nécessaire]

## Publications (sélection)
Monographies
- Wagner. L'Anneau du Nibelung. (Opernführer kompakt) Bärenreuter Henschel, Kassel 2013.  (ISBN 978-3894879075).
- Les couples d'amoureux du Moyen Âge. Thorbecke, Ostfildern 2011.  (ISBN 978-3-7995-0896-4).
- Giacomo Puccini - Wohllaut, Wahrheit und Gefühl. Militzke Verlag, Leipzig 2008.  (ISBN 978-3-86189-808-5).
- Grand est le mystère. Thomas Mann et la musique. Militzke Verlag, Leipzig 2006.  (ISBN 3-86189-747-4).
- Le Graal. Mythe et littérature. Reclam, Stuttgart 2003.  (ISBN 978-3-15-018261-1).
- Le roman arthurien allemand. Reclam, Stuttgart 1998.  (ISBN 3-15-017609-3).
- Laudine. Problématique sociale dans Iwein de Hartmann von Aue. Schmidt, Berlin 1978 (= Beihefte zur Zeitschrift für deutsche Philologie. 3),  (ISBN 3-503-01264-8).
- Gregorius Eremita. Une forme de vie de la noblesse chez Hartmann von Aue dans sa problématique et sa transformation dans la réception. Artemis, Zurich 1978 (MTU 67 ; en même temps thèse d'habilitation Würzburg),  (ISBN 3-7608-3367-5).
- Le livre de sermons du prêtre Konrad. Tradition, forme, contenu et textes. Beck, Munich 1971 (Münchener Texte und Untersuchungen zur deutschen Literatur des Mittelalters 33 ; en même temps thèse de doctorat Würzburg 1966).  (ISBN 3-406-02833-0).

Éditions de textes
- Hartmann von Aue : Gregorius, Der arme Heinrich, Iwein. Deutscher Klassiker-Verlag, Frankfurt am Main 2004 (Bibliothèque des classiques allemands, 189)  (ISBN 3-618-66060-X).
- Hartmann von Aue: Erec. Moyen haut allemand/nouveau haut allemand. Reclam, Stuttgart 2008.  (ISBN 978-3150185308).

Éditions
- avec Hans-Jochen Schiewer, Regina D. Schiewer et Wolfram Schneider-Lastin : Predigt im Kontext. De Gruyter, Berlin/Boston 2013,  (ISBN 978-3-484-64016-0).
- avec Anton H. Touber : Germania litteraria mediaevalis francigena (GLMF). Manuel de la langue médiévale allemande et néerlandaise, formes, motifs, matières et œuvres d'origine française (1100 - 1300). Vol. 3 : Œuvres lyriques. De Gruyter, Berlin/Boston 2012,  (ISBN 978-3-11-022974-5).
- avec Carmen Stangel : Images du Moyen Âge. Eine Berliner Ringvorlesung (= Aventiuren. Sonderband). V&R unipress, Göttingen 2007,  (ISBN 978-3899713107).
- avec Ulrich Müller : Walther Lesen. Interprétations et réflexions sur Walther von der Vogelweide. Publication commémorative pour Ursula Schulze à l'occasion de son 65e anniversaire. Kümmerle Verlag, Göppingen 2001,  (ISBN 978-3874529419).
- avec H.-J. Schiewer : Die deutsche Predigt im Mittelalter. Symposium international au département d'études allemandes de l'Université libre de Berlin du 3. au 6. 10. 1989. Niemeyer, Tübingen 1992,  (ISBN 978-3484106703).
- avec Ulrich Müller : Epische Stoffe des Mittelalters. Kröner, Stuttgart 1984,  (ISBN 978-3520483010).

Publications commémoratives pour Volker Mertens
- La vie littéraire : Projets de rôles dans la littérature du haut et du bas Moyen Âge. Publication commémorative pour Volker Mertens à l'occasion de son 65e anniversaire. éd. par Matthias Meyer et Hans-Jochen Schiewer, Tübingen 2002.  (ISBN 978-3484640214).
- Lire Mertens. Lectures exemplaires pour Volker Mertens à l'occasion de son 75e anniversaire. Ed. par Monika Costard, Jacob Klingner et Carmen Stange. Göttingen 2012.  (ISBN 978-3-8470-0035-8).